# 4ウェイ・ストリート
『4ウェイ・ストリート』（4 Way Street）は、クロスビー、スティルス、ナッシュ&ヤングが1971年に発表した2枚組のライブ・アルバム。ビルボード200チャートの1位を記録した。
収録曲の録音場所と時期は以下のとおり。ニューヨークのフィルモア・イースト（1970年6月2日 - 7日）、ロサンゼルスのザ・フォーラム（同年6月26日 - 28日）、シカゴのシカゴ・オーディトリアム（同年7月5日）。レコードの1枚目はメンバー4人のアコースティック・ギターまたはアコースティック・ピアノのみの伴奏。2枚目のバンド演奏の曲（「自由の値」を除いた5曲）ではカルヴィン・サミュエルズがベースを弾き、ジョニー・バーバータがドラムを叩いた。
1971年4月7日にリリース。1992年6月15日に再発されたCDには4曲のボーナス・トラックが追加された。

## 収録曲

### Side 1
1. 組曲: 青い眼のジュディ - Suite: Judy Blue Eyes - 0:33
作詞作曲：スティーヴン・スティルス
2. オン・ザ・ウェイ・ホーム - On the Way Home - 3:19
作詞作曲：ニール・ヤング
3. ティーチ・ユア・チルドレン - Teach Your Children - 2:46
作詞作曲：グラハム・ナッシュ
4. トライアド - Triad - 5:07
作詞作曲：デヴィッド・クロスビー
5. リー・ショア - The Lee Shore - 4:14
作詞作曲：デヴィッド・クロスビー
6. シカゴ - Chicago - 3:03
作詞作曲：グラハム・ナッシュ

### Side 2
1. ライト・ビトウィーン・ジ・アイズ - Right Between the Eyes - 2:19
作詞作曲：グラハム・ナッシュ
2. カウガール・イン・ザ・サンド - Cowgirl in the Sand - 3:50
作詞作曲：ニール・ヤング
3. ブリング・ユー・ダウン - Don't Let It Bring You Down - 2:35
作詞作曲：ニール・ヤング
4. 49のバイバイズ／アメリカズ・チルドレン  - 49 Bye-Byes / America's Children - 4:07
作詞作曲：スティーヴン・スティルス
5. 愛への讃歌 - Love the One You're With - 2:57
作詞作曲：スティーヴン・スティルス

### Side 3
1. プリ・ロード・ダウン - Pre-Road Downs - 2:48
作詞作曲：グラハム・ナッシュ
2. ロング・タイム・ゴーン - Long Time Gone - 5:33
作詞作曲：デヴィッド・クロスビー
3. サザン・マン - Southern Man - 13:15
作詞作曲：ニール・ヤング

### Side 4
1. オハイオ - Ohio - 3:24
作詞作曲：ニール・ヤング
2. キャリー・オン - Carry On - 13:06
作詞作曲：スティーヴン・スティルス
3. 自由の値 - Find the Cost of Freedom - 2:16
作詞作曲：スティーヴン・スティルス

### 1992年再発盤
CDのディスク1の最後に付け加えられたボーナス・トラック。
1. キング・マイダス - King Midas In Reverse - 3:43
作詞作曲：グラハム・ナッシュ、アラン・クラーク、トニー・ヒックス
2. ラフィング - Laughing - 3:36
作詞作曲：デヴィッド・クロスビー
3. ブラック・クイーン - Black Queen - 6:45
作詞作曲：スティーヴン・スティルス
4. メドレー：ザ・ローナー～シナモン・ガール～ダウン・バイ・ザ・リヴァー - Medley: The Loner / Cinnamon Girl / Down by the River - 9:41
作詞作曲：ニール・ヤング